# Nestor chathamensis
Nestor chathamensis (лат.) — вид вымерших попугаев из рода несторов. Был эндемиком новозеландских островов Чатем.
Когда исследователи обнаружили его остатки, они приняли его за нестора-каку, но дальнейшие исследования субфоссилий доказали, что на самом деле это отдельный вид. Nestor chathamensis вымер в 1550—1700 годах, задолго до появления европейских первопоселенцев. Известен только по ископаемым остаткам.
На отдалённом острове у него не было естественных врагов (данный вид был крупнее новозеландского сокола), но плохо летал
Nestor chathamensis обитал в лесу. Данный вид был примерно того же размера, что и подвид Nestor meridionalis septentrionalis. Однако у него был гораздо более широкий таз, увеличенные ноги.